# قتاد مضغوط
الرُخَامَة أو بَيْض الجَمَل نبات اسمه العلمي (.Astragalus tribuloides Del)، وهو نوع أعشاب حولية من جنس القتاد. يكثر نبات الرخامة في المغرب والجزائر وتونس وليبيا ومصر وروسيا.